# Marcélia Cartaxo
Marcélia Cartaxo (ur. 27 października 1963 w Cajazeiras) – brazylijska aktorka filmowa i telewizyjna. Laureatka Srebrnego Niedźwiedzia dla najlepszej aktorki na 36. MFF w Berlinie za debiutancką rolę w filmie Godzina gwiazdy (1985) Suzany Amaral. Wystąpiła również w filmach Madame Satã (2002) i Suely w niebie (2006), obydwa w reżyserii Karima Aïnouza.